# Ascoli Calcio 1898 1981-1982
Questa voce raccoglie le informazioni riguardanti l'Ascoli Calcio 1898 nelle competizioni ufficiali della stagione 1981-1982.

## Stagione

Il nuovo numero uno ascolano Fabio Brini (a destra) saluta il collega juventino Dino Zoff nella trasferta di campionato del 18 aprile 1982.

Nella stagione 1981-1982 l'Ascoli di Costantino Rozzi e Carlo Mazzone per poco non batte il record del suo miglior piazzamento in serie A stabilito nel 1979-80: la squadra marchigiana ottiene infatti un sorprendente sesto posto, grazie soprattutto ad un ottimo girone di ritorno nel quale raccoglie 19 punti, terzo punteggio alle spalle della Juventus campione d'Italia e della Fiorentina, giunta al secondo posto. Miglior marcatore ascolano con 7 reti Hubert Pircher, una in Coppa Italia e sei in campionato.
Nella Coppa Italia l'Ascoli ha disputato il quinto girone di qualificazione, che ha promosso il Napoli ai quarti di finale della manifestazione.

## Divise e sponsor
Lo sponsor ufficiale per la stagione 1981-1982 fu Pop84 Jeans.
| Prima divisa |

## Organigramma societario
Area direttiva
- Presidente: Costantino Rozzi
- Segretario: Leo Armillei

Area tecnica
- Allenatore: Carlo Mazzone
- Allenatore in 2ª: Mario Colautti

Area sanitaria
- Medici sociali: Orlando Bolla
- Massaggiatore: Urbano Vannini

## Rosa

Il neoacquisto François Zahoui con il tecnico Carlo Mazzone

| N. |                   | Ruolo | Calciatore          |
| -- | ----------------- | ----- | ------------------- |
|    | Italia (bandiera) | P     | Fabio Brini         |
|    | Italia (bandiera) | P     | Luigi Muraro        |
|    | Italia (bandiera) | P     | Felice Pulici       |
|    | Italia (bandiera) | D     | Donato Anzivino     |
|    | Italia (bandiera) | D     | Simone Boldini      |
|    | Italia (bandiera) | D     | Angiolino Gasparini |
|    | Italia (bandiera) | D     | Andrea Mandorlini   |
|    | Italia (bandiera) | D     | Leonardo Menichini  |
|    | Italia (bandiera) | D     | Eugenio Perico      |
|    | Italia (bandiera) | D     | Francesco Scorsa    |
|    | Italia (bandiera) | C     | Gabriello Carotti   |

| N. |                           | Ruolo | Calciatore                  |
| -- | ------------------------- | ----- | --------------------------- |
|    | Italia (bandiera)         | C     | Walter De Vecchi (Capitano) |
|    | Italia (bandiera)         | C     | Giuseppe Greco              |
|    | Italia (bandiera)         | C     | Giuseppe Iachini            |
|    | Italia (bandiera)         | C     | Enrico Nicolini             |
|    | Italia (bandiera)         | C     | Antonio Regoli              |
|    | Italia (bandiera)         | C     | Fortunato Torrisi           |
|    | Italia (bandiera)         | C     | Carlo Trevisanello (II)     |
|    | Italia (bandiera)         | A     | Gianluca De Ponti           |
|    | Italia (bandiera)         | A     | Hubert Pircher              |
|    | Costa d'Avorio (bandiera) | A     | François Zahoui             |

## Risultati

### Serie A

#### Andata
| Milano 13 settembre 1981 1ª giornata | Inter               | 0 – 0 | Ascoli | Stadio Giuseppe Meazza\| Arbitro: \| Lo Bello (Siracusa) \| |
| Arbitro:                             | Lo Bello (Siracusa) |       |        |                                                             |

| Arbitro: | Ballerini (La Spezia) |

|                                            |           |  |
| Greco 10’ De Vecchi 25’ Torrisi 44’ (rig.) | Marcatori |  |

| Firenze 27 settembre 1981 3ª giornata | Fiorentina       | 0 – 0 | Ascoli | Stadio Comunale\| Arbitro: \| Benedetti (Roma) \| |
| Arbitro:                              | Benedetti (Roma) |       |        |                                                   |

| Ascoli Piceno 4 ottobre 1981 4ª giornata | Ascoli               | 0 – 0 | Napoli | Stadio Cino e Lillo Del Duca\| Arbitro: \| Barbaresco (Cormons) \| |
| Arbitro:                                 | Barbaresco (Cormons) |       |        |                                                                    |

| Arbitro: | Milan (Treviso) |

|            |           |  |
| Sabato 19’ | Marcatori |  |

| Arbitro: | Lanese (Messina) |

|             |           |  |
| Lamagni 84’ | Marcatori |  |

| Arbitro: | Facchin (Udine) |

|                |           |                 |
| Mandorlini 35’ | Marcatori | 84’ Tempestilli |

| Arbitro: | Menicucci (Firenze) |

|                    |           |  |
| Vignola 65’ (rig.) | Marcatori |  |

| Arbitro: | Redini (Pisa) |

|                  |           |  |
| Greco 79’ (rig.) | Marcatori |  |

| Genova 29 novembre 1981 10ª giornata | Genoa         | 0 – 0 | Ascoli | Stadio Luigi Ferraris\| Arbitro: \| Longhi (Roma) \| |
| Arbitro:                             | Longhi (Roma) |       |        |                                                      |

| Arbitro: | Bergamo (Livorno) |

|                  |           |  |
| En. Nicolini 66’ | Marcatori |  |

| Arbitro: | Casarin (Milano) |

|             |           |              |
| Garlini 51’ | Marcatori | 53’ De Ponti |

| Ascoli Piceno 3 gennaio 1982 13ª giornata | Ascoli                | 0 – 0 | Torino | Stadio Cino e Lillo Del Duca\| Arbitro: \| Ballerini (La Spezia) \| |
| Arbitro:                                  | Ballerini (La Spezia) |       |        |                                                                     |

| Arbitro: | Barbaresco (Cormons) |

|  |           |              |
|  | Marcatori | 23’ B. Conti |

| Arbitro: | D'Elia (Salerno) |

|                            |           |               |
| Pileggi 54’ R. Mancini 60’ | Marcatori | 9’ Mandorlini |

#### Ritorno
| Arbitro: | Bergamo (Livorno) |

|                  |           |                       |
| Pircher 46’, 70’ | Marcatori | 74’ Bagni 90’ Bergomi |

| Arbitro: | Menegali (Roma) |

|  |           |                        |
|  | Marcatori | 50’ Pircher 73’ Scorsa |

| Ascoli Piceno 7 febbraio 1982 18ª giornata | Ascoli              | 0 – 0 | Fiorentina | Stadio Cino e Lillo Del Duca\| Arbitro: \| Lo Bello (Siracusa) \| |
| Arbitro:                                   | Lo Bello (Siracusa) |       |            |                                                                   |

| Napoli 14 febbraio 1982 19ª giornata | Napoli           | 0 – 0 | Ascoli | Stadio San Paolo\| Arbitro: \| Paparesta (Bari) \| |
| Arbitro:                             | Paparesta (Bari) |       |        |                                                    |

| Arbitro: | Menicucci (Firenze) |

|                                 |           |          |
| Torrisi 39’ (rig.) De Ponti 84’ | Marcatori | 44’ Bivi |

| Arbitro: | Prati (Parma) |

|                          |           |                |
| Pircher 79’ De Ponti 83’ | Marcatori | 90’ Quagliozzi |

| Arbitro: | Vitali (Bologna) |

|             |           |                        |
| Mossini 43’ | Marcatori | 6’ Carotti 12’ Torrisi |

| Arbitro: | Bianciardi (Siena) |

|             |           |          |
| Carotti 33’ | Marcatori | 17’ Piga |

| Verona 28 marzo 1982 24ª giornata | Milan         | 0 – 0 | Ascoli | Stadio Marcantonio Bentegodi\| Arbitro: \| Lops (Torino) \| |
| Arbitro:                          | Lops (Torino) |       |        |                                                             |

| Arbitro: | D'Elia (Salerno) |

|             |           |           |
| Pircher 71’ | Marcatori | 47’ Russo |

| Arbitro: | Menegali (Roma) |

|              |           |             |
| Tardelli 13’ | Marcatori | 58’ Pircher |

| Arbitro: | Lombardo (Marsala) |

|           |           |  |
| Greco 17’ | Marcatori |  |

| Arbitro: | Benedetti (Roma) |

|                            |           |                  |
| Bertoneri 15’ Beruatto 46’ | Marcatori | 39’ En. Nicolini |

| Arbitro: | Magni (Bergamo) |

|                         |           |              |
| Pruzzo 11’ B. Conti 72’ | Marcatori | 52’ De Ponti |

| Arbitro: | Longhi (Roma) |

|                       |           |             |
| Torrisi 70’ Greco 90’ | Marcatori | 12’ Mozzini |

### Coppa Italia

#### Quinto girone
| 23 agosto 1981 1ª giornata |  | – Turno riposo Ascoli |  |  |

| Arbitro: | Lanese (Messina) |

|                |           |             |
| Mandorlini 83’ | Marcatori | 15’ Vignola |

| Arbitro: | Facchin (Udine) |

|                                           |           |                            |
| Pircher 21’ Torrisi 47’ (rig.) Perico 67’ | Marcatori | 80’, 90’ Iorio 83’ Bagnato |

| Arbitro: | Ballerini (La Spezia) |

|  |           |             |
|  | Marcatori | 49’ Carotti |

| Arbitro: | Menegali (Roma) |

|                  |           |  |
| Musella 54’, 58’ | Marcatori |  |

## Statistiche

### Statistiche di squadra
| Competizione | Punti | In casa | In casa | In casa | In casa | In casa | In casa | In trasferta | In trasferta | In trasferta | In trasferta | In trasferta | In trasferta | Totale | Totale | Totale | Totale | Totale | Totale | DR |
| Competizione | Punti | G       | V       | N       | P       | Gf      | Gs      | G            | V            | N            | P            | Gf           | Gs           | G      | V      | N      | P      | Gf     | Gs     | DR |
| ------------ | ----- | ------- | ------- | ------- | ------- | ------- | ------- | ------------ | ------------ | ------------ | ------------ | ------------ | ------------ | ------ | ------ | ------ | ------ | ------ | ------ | -- |
| Serie A      | 32    | 15      | 7       | 7       | 1       | 17      | 9       | 15           | 2            | 7            | 6            | 9            | 12           | 30     | 9      | 14     | 7      | 26     | 21     | +5 |
| Coppa Italia |       | 2       | 0       | 2       | 0       | 4       | 4       | 2            | 1            | 0            | 1            | 1            | 2            | 4      | 1      | 2      | 1      | 5      | 6      | -1 |
| Totale       | -     | 17      | 7       | 9       | 1       | 21      | 13      | 17           | 3            | 7            | 7            | 10           | 14           | 34     | 10     | 16     | 8      | 31     | 27     | +4 |

### Statistiche dei giocatori[6]
| Giocatore            | Serie A  | Serie A | Serie A     | Serie A    | Coppa Italia | Coppa Italia | Coppa Italia | Coppa Italia | Totale   | Totale | Totale      | Totale     |
| Giocatore            | Presenze | Reti    | Ammonizioni | Espulsioni | Presenze     | Reti         | Ammonizioni  | Espulsioni   | Presenze | Reti   | Ammonizioni | Espulsioni |
| -------------------- | -------- | ------- | ----------- | ---------- | ------------ | ------------ | ------------ | ------------ | -------- | ------ | ----------- | ---------- |
| D. Anzivino          | 12       | 0       | ?           | ?          | -            | -            | -            | -            | 12       | 0      | 0+          | 0+         |
| S. Boldini           | 29       | 0       | ?           | ?          | 4            | 0            | ?            | ?            | 33       | 0      | ?           | ?          |
| F. Brini             | 30       | -21     | ?           | ?          | 2            | -2           | ?            | ?            | 32       | -23    | ?           | ?          |
| G. Carotti           | 23       | 2       | ?           | ?          | 4            | 1            | ?            | ?            | 27       | 3      | ?           | ?          |
| G. De Ponti          | 29       | 4       | ?           | ?          | 4            | 0            | ?            | ?            | 33       | 4      | ?           | ?          |
| W. De Vecchi         | 25       | 1       | ?           | ?          | 4            | 0            | ?            | ?            | 29       | 1      | ?           | ?          |
| A. Gasparini         | 28       | 0       | ?           | ?          | 3            | 0            | ?            | ?            | 31       | 0      | ?           | ?          |
| G. Greco             | 29       | 4       | ?           | ?          | 3            | 0            | ?            | ?            | 32       | 4      | ?           | ?          |
| G. Iachini           | 1        | 0       | ?           | ?          | -            | -            | -            | -            | 1        | 0      | 0+          | 0+         |
| A. Mandorlini        | 27       | 2       | ?           | ?          | 4            | 1            | ?            | ?            | 31       | 3      | ?           | ?          |
| L. Menichini         | 23       | 0       | ?           | ?          | -            | -            | -            | -            | 23       | 0      | 0+          | 0+         |
| E. Nicolini          | 27       | 2       | ?           | ?          | 4            | 0            | ?            | ?            | 31       | 2      | ?           | ?          |
| E. Perico            | 1        | 0       | ?           | ?          | 4            | 1            | ?            | ?            | 5        | 1      | ?           | ?          |
| H. Pircher           | 22       | 6       | ?           | ?          | 3            | 1            | ?            | ?            | 25       | 7      | ?           | ?          |
| F. Pulici            | -        | -       | -           | -          | 2            | -4           | ?            | ?            | 2        | -4     | 0+          | 0+         |
| A. Regoli            | 1        | 0       | ?           | ?          | -            | -            | -            | -            | 1        | 0      | 0+          | 0+         |
| L. Scarafoni         | 1        | 0       | ?           | ?          | -            | -            | -            | -            | 1        | 0      | 0+          | 0+         |
| F. Scorsa            | 18       | 1       | ?           | ?          | 4            | 0            | ?            | ?            | 22       | 1      | ?           | ?          |
| F. Torrisi           | 30       | 4       | ?           | ?          | 3            | 1            | ?            | ?            | 33       | 5      | ?           | ?          |
| C. Trevisanello (II) | 13       | 0       | ?           | ?          | 1            | 0            | ?            | ?            | 14       | 0      | ?           | ?          |
| F. Zahoui            | 8        | 0       | ?           | ?          | -            | -            | -            | -            | 8        | 0      | 0+          | 0+         |